# Hatiya
Hatiya är ett underdistrikt i Bangladesh. Det ligger i den sydöstra delen av landet, 170 km söder om huvudstaden Dhaka. Hatiya ligger på ön South Hātia Island.
Trakten runt Hatiya består till största delen av jordbruksmark. Runt Hatiya är det tätbefolkat, med 881 invånare per kvadratkilometer.